# スティーヴ・ミックス
スティーヴ・チャールズ・ミックス (Steve Charles Mix, 1947年12月30日 - ) は、アメリカ合衆国のプロリーグNBAで活躍した元バスケットボール選手。オハイオ州トレド出身、トレド大学卒業。身長201cm、体重97kg。ポジションはスモールフォワード。キャリアの大半をフィラデルフィア・76ersで過ごした。

## 経歴
1969年のNBAドラフトで5巡目61位という低い評価を受けてデトロイト・ピストンズに入団。ピストンズでは2年間プレイするが、3年目の1971-72シーズン序盤にピストンズから解雇。その後ABAのデンバー・ロケッツと契約するが僅か1試合だけの出場で、翌1972-73シーズンはNBA、ABAいずれでもプレイすることはできなかった。プロ選手としてのキャリアがほぼ潰えかけた時、1972-73シーズンに9勝73敗しかあげられず、低迷を極めていたフィラデルフィア・76ersとの契約に成功する。そして迎えた1973-74シーズン、ミックスは大きな飛躍を見せる。彼はこのシーズン、過去の成績を大幅に上回る14.9得点10.5リバウンド2.6スティールをあげ、いきなり平均ダブル・ダブルを叩き出した。翌1974-75シーズンは15.6得点10.9リバウンドとさらに成績を伸ばし、3年前にはNBAのコートに立つことすらできなかったミックスは、この年オールスターの大舞台にも出場を果たした。1976-77シーズンにはABA出身のスーパースター、ジュリアス・アービングが加入し、ミックスのポジションであるフォワードはアービングにアービング入団以前のエースだったジョージ・マクギニスと非常に層が厚くなり、ミックスは彼らのバックアップに回ることになった。以後ミックスの成績はそれほど目立たなくなったものの、ベンチからアービングとマクギニスの二大エースを支える貴重な選手としてチームに貢献し、一時どん底に沈んでいた76ersは70年代後半から80年代前半にかけてリーグを代表する強豪チームとして君臨した。ミックスは76ers時代に3度NBAファイナル進出を経験するが、いずれも優勝はならず、76ersでのラストシーズンとなる1981-82シーズンもマジック・ジョンソン、カリーム・アブドゥル＝ジャバーを擁するロサンゼルス・レイカーズに敗退している。1982-83シーズン前にフリーエージェントとなったミックスは9シーズン過ごした76ersに別れを告げ、ミルウォーキー・バックスと契約し、さらにシーズン中に76ersの宿敵だったレイカーズに移籍する。黄金期にあったレイカーズはこのシーズンもファイナルに進出するが、76ersに4戦全敗で敗退し、ミックスはレイカーズベンチから古巣の優勝を見つめるという皮肉な結果となった。シーズン終了後、ミックスは現役から引退した。
- NBA通算成績
  - 788試合出場
  - 8,357得点（平均10.6得点）
  - 4,160リバウンド（平均5.3リバウンド）
- 主な業績
  - NBAオールスターゲーム出場　（1975）
  - 背番号『50』はトレド大学の永久欠番

引退後は76ersのテレビ解説者を22年間に渡って務めた。